# Claudio Martini
Claudio Martini (Il Bardo, 10 gennaio 1951) è un politico italiano, presidente della Regione Toscana dal 18 maggio 2000 al 16 aprile 2010.
È stato sindaco di Prato dal 2 giugno 1989 al 24 aprile 1995 e anche senatore della Repubblica durante la XVII legislatura della Repubblica Italiana.

## Biografia
Nasce il 10 gennaio 1951 a Il Bardo, vicino alla città di Tunisi, da una famiglia di emigrati livornesi. È un perito chimico.
È fratello di Francesco Martini, detto Franco, sindacalista attualmente componente della segreteria nazionale della Confederazione Generale Italiana del Lavoro (CGIL).

### Carriera politica

#### Gli inizi
Da giovane, una volta rientrato in Italia, entra a far parte dell'organizzazione giovanile del Partito Comunista Italiano, la Federazione Giovanile Comunista Italiana (FGCI), iscrivendosi nella sezione di Prato, di cui è stato segretario della federazione dal 1971 al 1972. Nel 1975 viene nominato responsabile FGCI di Caserta, per intervento di Antonio Bassolino, esperienza essenziale al fine di accrescere la sua carriera politica.
Nel 1985 viene eletto segretario pratese del PCI. In questi anni ha svolto ruoli di rilievo a livello europeo, come per esempio quello di rappresentante delle Regioni dell'Unione europea.

#### Sindaco di Prato
Tra il 1988 e il 1995 è sindaco di Prato, dove realizza diversi progetti importanti per la città toscana, tra cui la creazione della Provincia di Prato nel 1992.

#### Assessore della Regione Toscana
Con la nascita della giunta regionale della Toscana presieduta da Vannino Chiti, Martini viene nominato assessore con deleghe regionali alla salute. Si candida alle elezioni regionali in Toscana del 1995 col Partito Democratico della Sinistra, nella mozione del presidente uscente Vannino Chiti, venendo eletto nella circoscrizione di Prato in consiglio regionale della Toscana.

#### Presidente della Regione Toscana
Nel 2000 è stato eletto Presidente della Regione Toscana con il 49,3% dei voti, un risultato modesto nella tradizione del PCI e del PDS in Toscana, abituata a superiori livelli di consenso.
Con le elezioni regionali della primavera del 2005 è stato confermato in tale incarico con il 57,4% dei suffragi; il consenso della coalizione di centrosinistra (che non comprendeva Rifondazione Comunista) ed il suo personale crebbero di circa nove punti percentuali: l'andamento fu confermato nelle elezioni politiche del 2006: Martini si batté con più costanza nella campagna elettorale dei candidati ulivisti nei collegi toscani e la sua regione fu l'unica ove uniformemente L'Unione superò il 60% dei voti.
Presidente del Forum Enti Locali del Partito Democratico dal 2009 dal neo-segretario Pier Luigi Bersani.
In qualità di presidente della Regione Toscana ha scritto le introduzioni di due volumi d'arte: Boldini Mon Amour, Pacini Editore 2008 e I Macchiaioli, Il Nuovo dopo la Macchia, Pacini Editore, 2009.

#### Senatore della Repubblica
Alle elezioni politiche del 2013 viene candidato al Senato della Repubblica nella circoscrizione Toscana, e risulta eletto come senatore per il Partito Democratico (PD). Durante la XVII legislatura della Repubblica Italiana è stato vice-capogruppo vicario del PD al Senato, affiancando Luigi Zanda.
Non è stato ricandidato alle elezioni politiche del 2018, quindi resta a Palazzo Madama fino al marzo di quell'anno.